# Janilson Leite
Janilson Lopes Leite (Tarauacá, 2 de janeiro de 1978), mais conhecido como Dr. Jenilson, é um médico e político brasileiro filiado ao Partido Socialista Brasileiro (PSB).
Formado em medicina pela Escuela Latinoamericana de Medicina (Elam), diploma revalidado pela Universidade Federal do Acre (UFAC). Depois de formado, ele fez residência médica em infectologia pela Fundação Hospital Estadual do Acre (FUNDHACRE).
Antes de ingressar na política institucional, ele foi presidente da Associação Médica Nacional.
Atualmente, exerce seu segundo mandato como deputado estadual do Acre, eleito com 8.253 votos (1,95% dos válidos) nas eleições de 2018, pelo Partido Comunista do Brasil, tendo mudado de partido em 2019, quando se filiou ao PSB.